# Seseli eriocephalum
Seseli eriocephalum là một loài thực vật có hoa trong họ Hoa tán. Loài này được (Pall. ex Spreng.) Schischk. miêu tả khoa học đầu tiên năm 1950.